# UNAVEM III
De United Nations Angola Verification Mission III (UNAVEM III), of VN-verificatiemissie in Angola (III) in het Nederlands, behelsde een vredesoperatie in Angola van 1995 tot 1997 die moest helpen met de uitvoering van de akkoorden die waren gesloten om een einde te maken aan de Angolese Burgeroorlog.
UNAVEM III werd op 8 februari 1995 opgericht door de VN-Veiligheidsraad middels resolutie 976. Midden 1997 verving de Veiligheidsraad de missie door de MONUA-waarnemingsmacht.
Nederlandse deelnemers kwamen in aanmerking voor de Herinneringsmedaille VN-Vredesoperaties.